# Harenberg City-Center
Das im April 1994 eröffnete Harenberg City-Center in Dortmund ist mit 19 oberirdischen und 2 unterirdischen Geschossen bei einer Höhe von 70 m eines der höchsten Häuser der Stadt. Es wurde von der Firma Hochtief errichtet und befindet sich aktuell im Besitz der GEG German Estate Group, einer Tochter der DIC Asset AG.
Es bietet auf rund 29.000 m² Bruttogeschossfläche (Netto ca. 21.500 m²) für rund 600 Mitarbeiter aus 20 Unternehmen Arbeit. Der Standort des Verlagshauses am südlichen Bahnhofsvorplatz ist Teil eines typischen Stadtraums der 1950er Jahre. Eine Lösung für die bisher unbebaute westliche Seite konnte bei der Weite des Platzes und im Zusammenhang mit den städtebaulichen Gegebenheiten nur ein weiteres Hochhaus sein, das mit den bereits vorhandenen Hochhäusern korrespondiert. Die zentrale Halle öffnet sich zum Königswall hin.
Viele berühmte Sänger, Stars und Künstler von internationalem Rang traten im Harenberg City Center auf oder eröffneten Ausstellungen, darunter Peter Ustinov, die Filmstars Maria Schell und Liselotte Pulver, die Schauspieler Will Quadflieg und Otto Sander, die Bildhauer Günther Uecker, Alfred Hrdlicka, Rainer Fetting, George Rickey und Federico Schiaffino, die Sänger Waltraud Meier und Thomas Quasthoff, die Pianisten Alfred Brendel und Pierre-Laurent Aimard.
Koordinaten: 51° 30′ 58,5″ N, 7° 27′ 21,2″ O

## Bilder

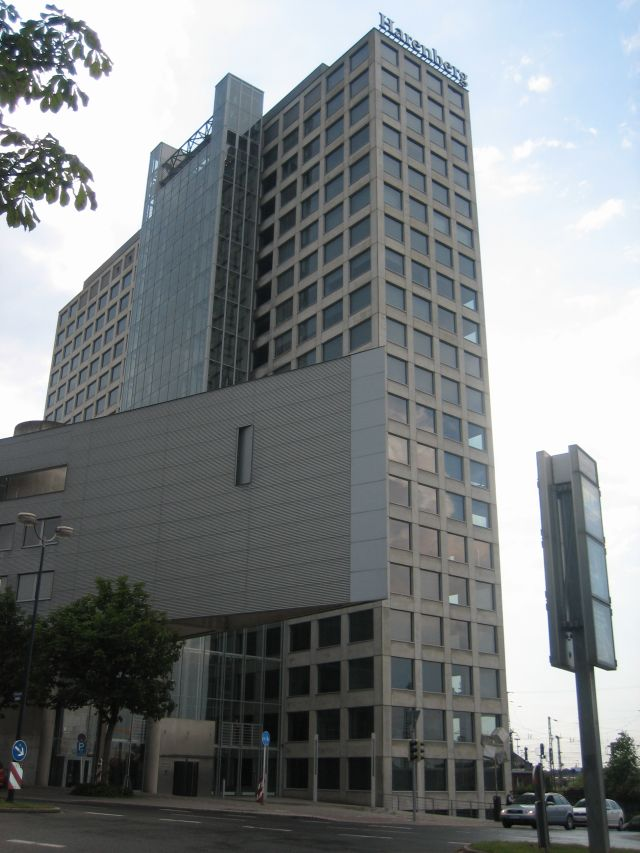
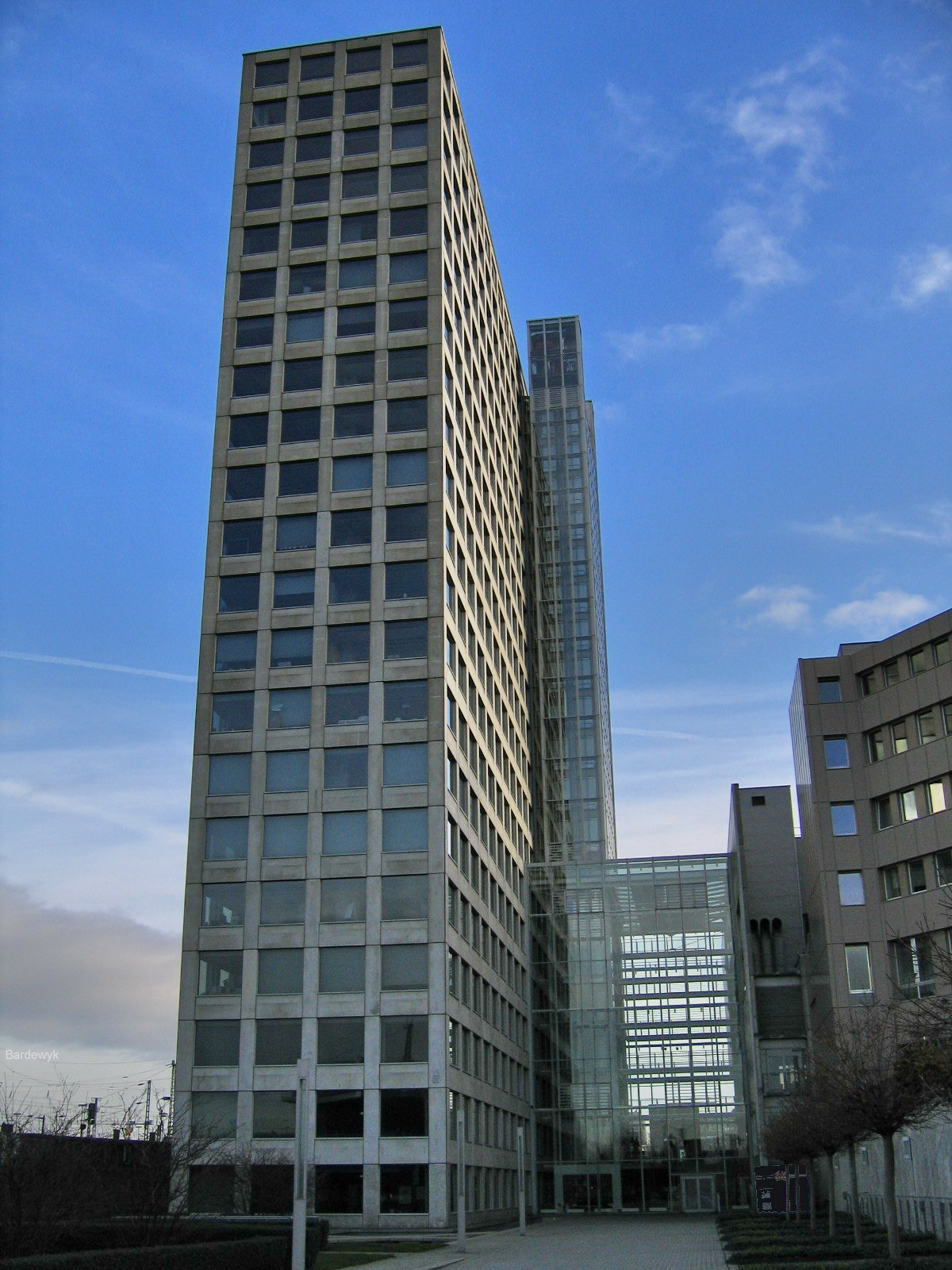
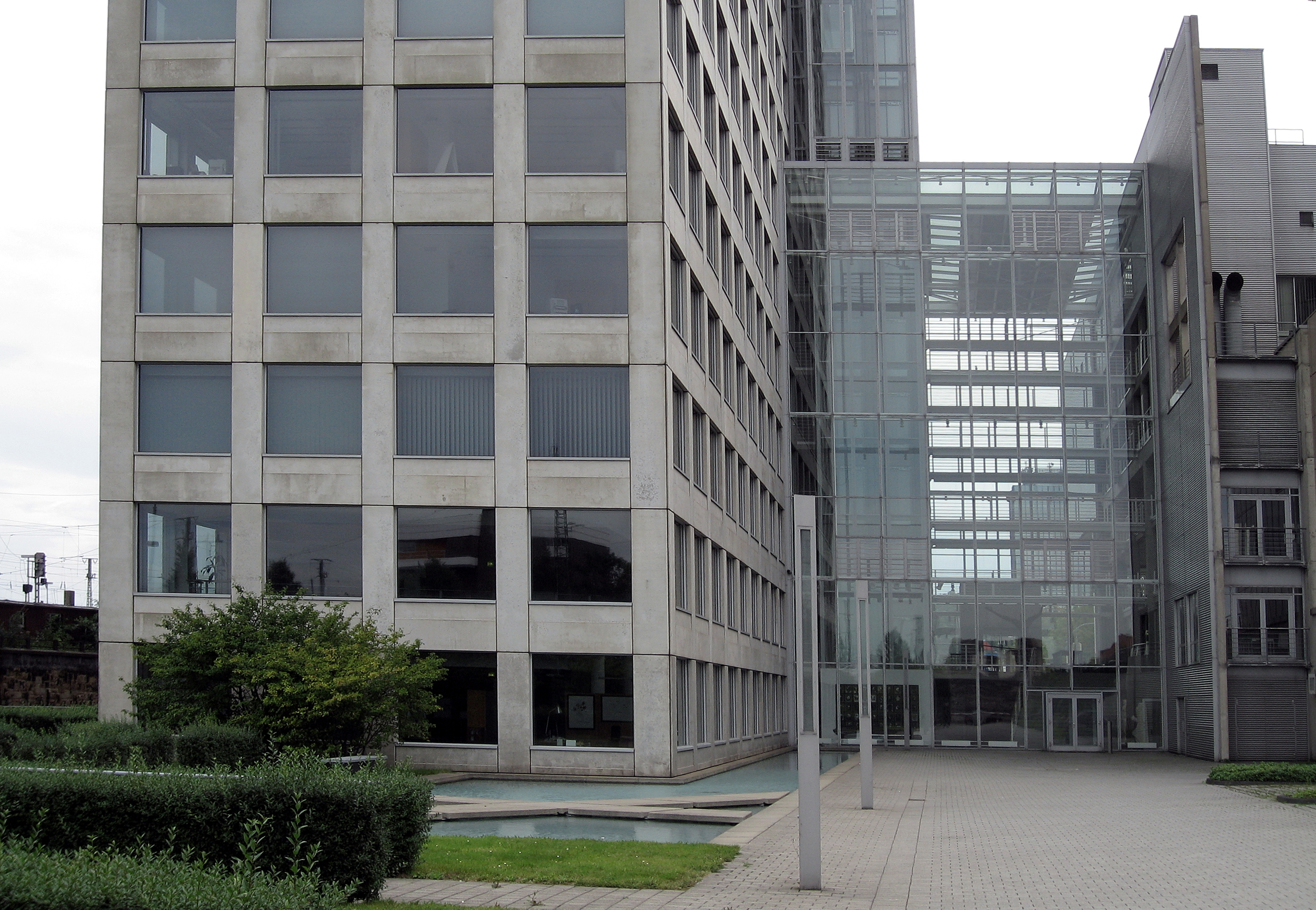
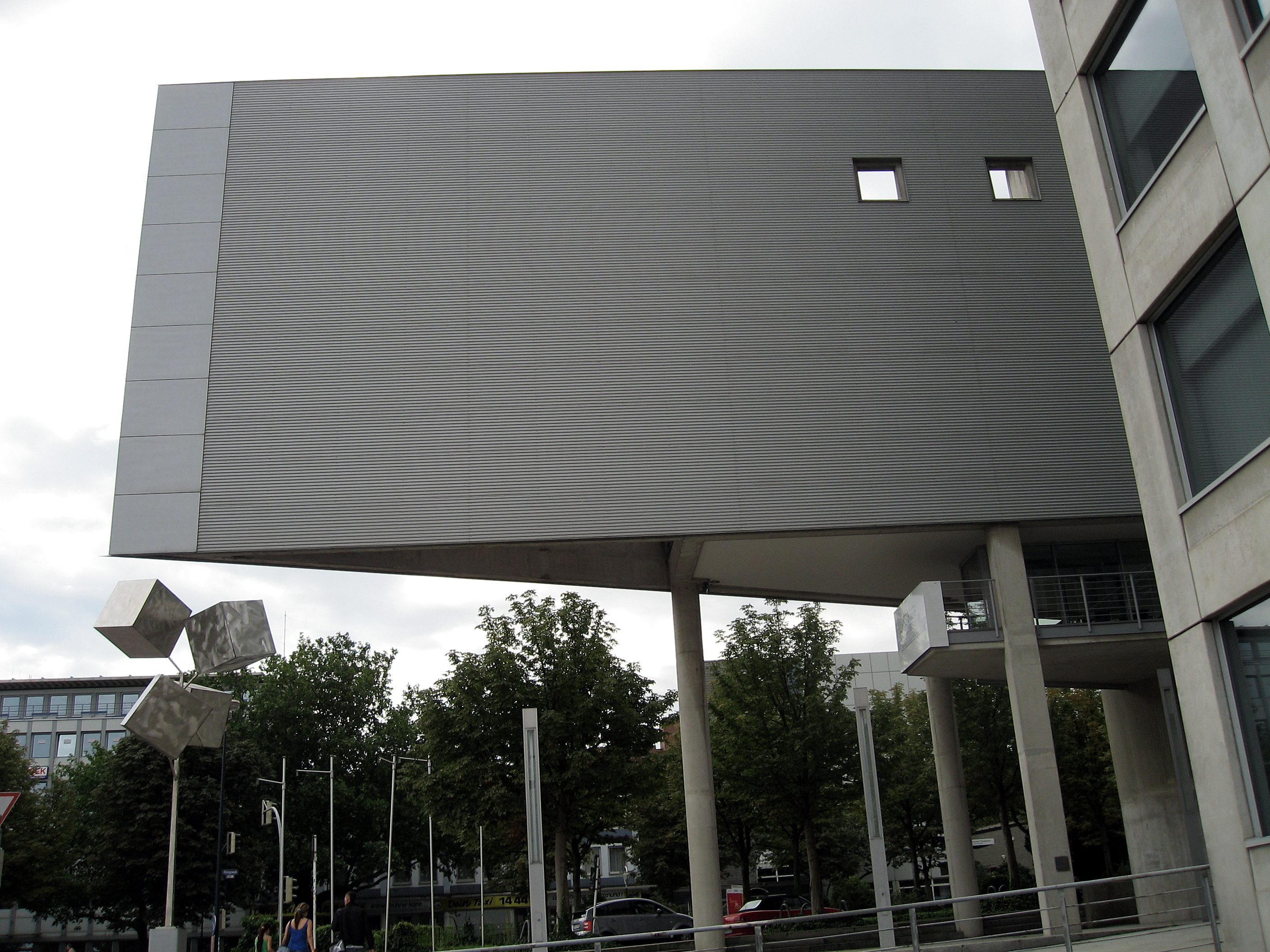
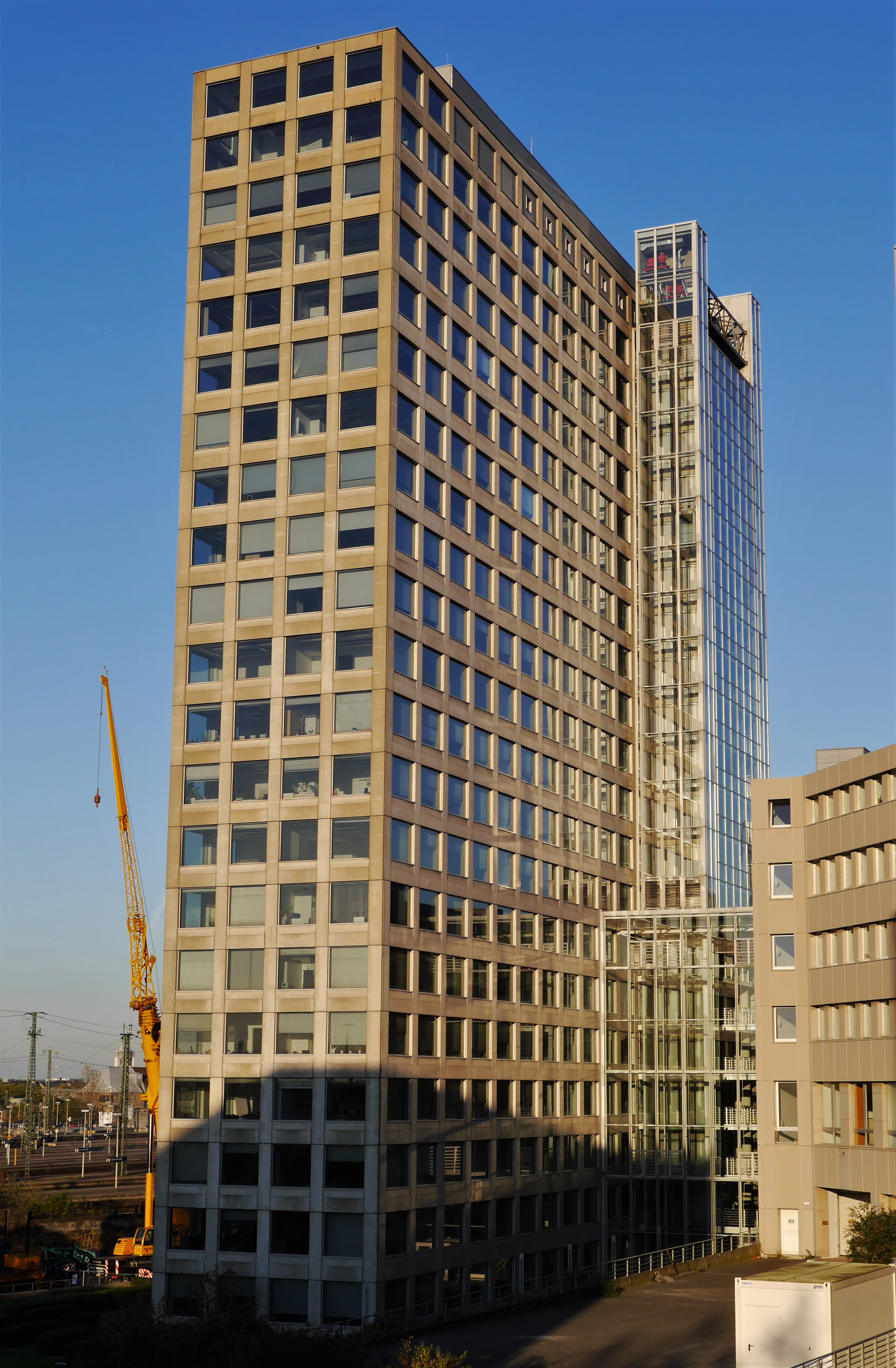